# Kirchgasse 10/12 (Bad Orb)

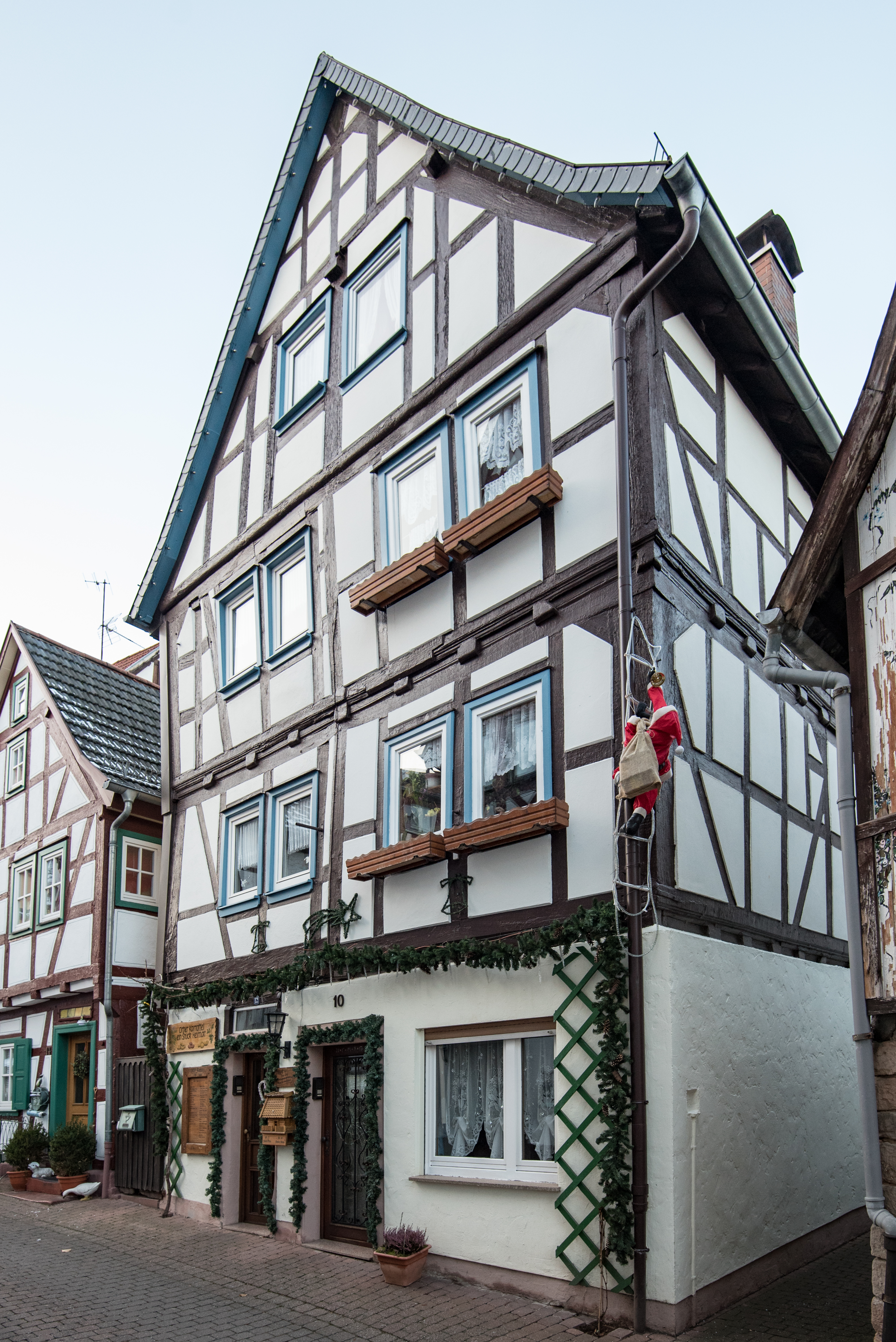
Haus Kirchgasse 10/12 in Bad Orb

Das Gebäude Kirchgasse 10/12 in Bad Orb, einer Kurstadt im Main-Kinzig-Kreis in Hessen, wurde 1706 errichtet. Das Fachwerkhaus ist ein geschütztes Kulturdenkmal.
Das giebelständige, dreigeschossige Doppelhaus mit Satteldach und Aufschiebling besitzt ein massives Erdgeschoss. Das Obergeschoss ist leicht ausgekragt und das Fachwerk ist schmucklos. 